# Campeonato Sul-Americano de Futebol de 1942
O Campeonato Sul-Americano de Futebol de 1942 foi a 17ª edição da competição entre seleções da América do Sul realizada entre 10 de janeiro e 7 de fevereiro de 1942. 
A competição ocorreu durante a Segunda Guerra Mundial. A disputa ocorreu em turno único todos contra todos. A Seleção Uruguaia foi a campeã.
Participaram da competição sete seleções: Argentina, Brasil, Chile, Equador, Paraguai, Peru, e Uruguai. A sede da competição foi o Uruguai.

## Organização

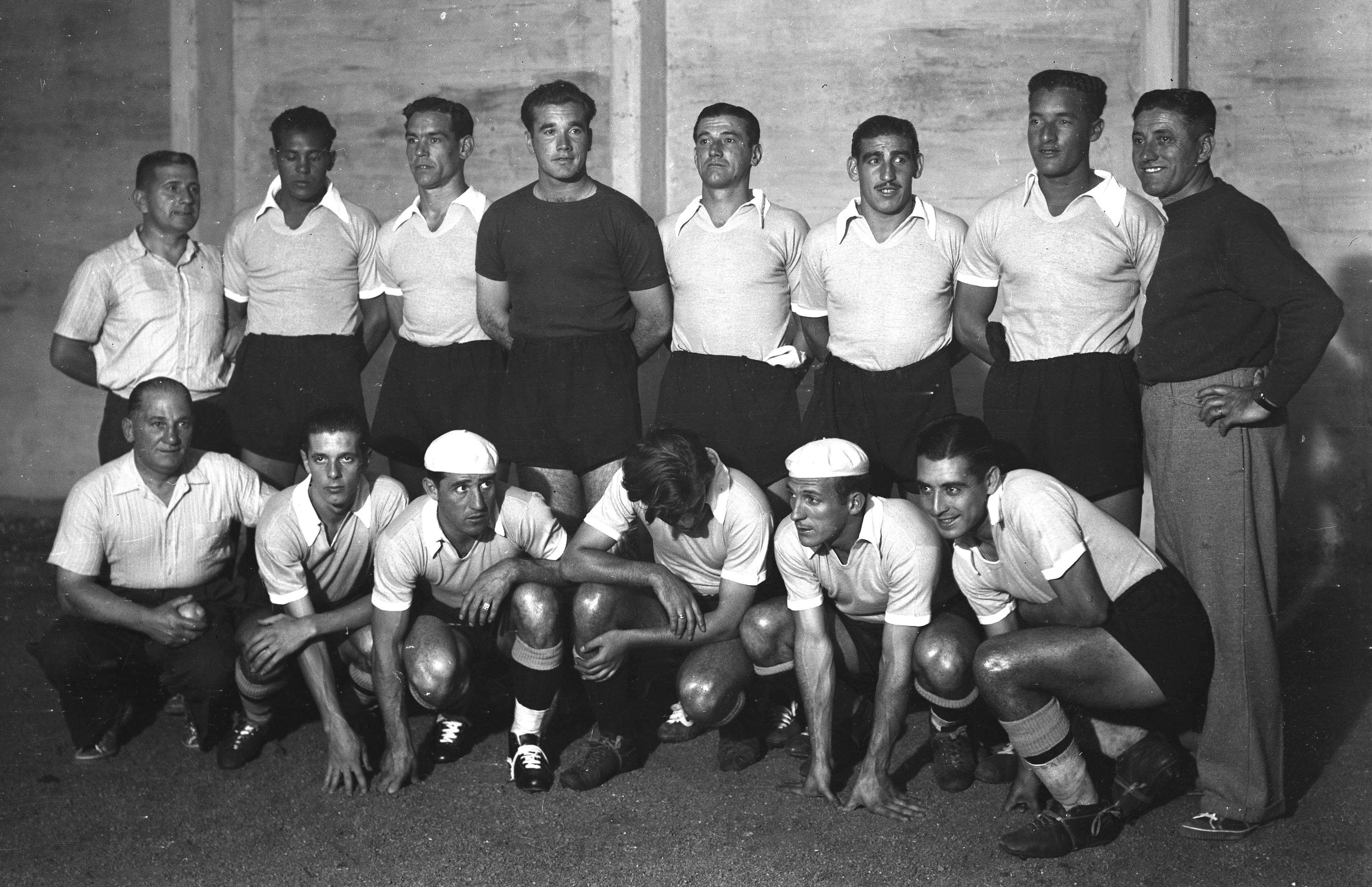
O elenco uruguaio campeão sul-americano de 1942

### Sede
| Montevideo         |
| ------------------ |
| Estádio Centenario |
| Capacidad: 65 235  |
|                    |

### Árbitros
- José Bartolomé Macías
- José Ferreira Lemos
- Manuel Soto
- Marcos Gerinaldo Rojas
- Enrique Cuenca
- Aníbal Tejada

## Tabela
| 10 de janeiro | Uruguai                                                                      | 6 – 1 | Chile        | Centenario, Montevidéu                             |
|               | L. E. Castro 7', 76' · O. Varela 12' · Ciocca 15' · Zapirain 37' · Porta 54' |       | Contreras 1' | Público: 40 000 Árbitro: ARG José Bartolomé Macías |

| 11 de janeiro | Argentina                                       | 4 – 3 | Paraguai                      | Centenario, Montevidéu                           |
|               | Sandoval 9' · Masantonio 30', 47' · Perucca 88' |       | Sánchez 59' · Aveiro 75', 86' | Público: 20 000 Árbitro: BRA José Ferreira Lemos |

| 14 de janeiro | Brasil                                                | 6 – 1 | Chile         | Centenario, Montevidéu                     |
|               | Patesko 1', 78' · Pirillo 23', 63', 86' · Cláudio 66' |       | Domínguez 35' | Público: 10 000 Árbitro: URU Aníbal Tejada |

| 17 de janeiro | Argentina                     | 2 – 1 | Brasil       | Centenario, Montevidéu                      |
|               | E. García 3' · Masantonio 27' |       | Servílio 37' | Público: 30 000 Árbitro: PER Enrique Cuenca |

| 18 de janeiro | Uruguai                                                               | 7 – 0 | Equador | Centenario, Montevidéu                              |
|               | Zapirain 1' · Gambetta 13' · S. Varela 16', 24', 29' · Porta 23', 42' |       |         | Público: 45 000 Árbitro: PAR Marcos Gerinaldo Rojas |

| 18 de janeiro | Paraguai    | 1 – 1 | Peru          | Centenario, Montevidéu                             |
|               | Barrios 35' |       | Magallanes 1' | Público: 45 000 Árbitro: ARG José Bartolomé Macías |

| 21 de janeiro | Brasil          | 2 – 1 | Peru          | Centenario, Montevidéu                              |
|               | Amorim 43', 56' |       | Fernández 73' | Público: 10 000 Árbitro: PAR Marcos Gerinaldo Rojas |

| 22 de janeiro | Paraguai                       | 2 – 0 | Chile | Centenario, Montevidéu                           |
|               | Barrios 33' · Baudo Franco 54' |       |       | Público: 25 000 Árbitro: BRA José Ferreira Lemos |

| 22 de janeiro | Argentina                                                                                                   | 12 – 0 | Equador | Centenario, Montevidéu                   |
|               | E. García 2' · Moreno 12', 16', 22', 32', 89' · Pedernera 25' · Masantonio 54', 65', 68', 70' · Perucca 88' |        |         | Público: 25 000 Árbitro: CHI Manuel Soto |

| 24 de janeiro | Uruguai       | 1 – 0 | Brasil | Centenario, Montevidéu                              |
|               | S. Varela 32' |       |        | Público: 55 000 Árbitro: PAR Marcos Gerinaldo Rojas |

| 25 de janeiro | Paraguai                                   | 3 – 1 | Equador     | Centenario, Montevidéu                   |
|               | Baudo Franco 5' · Mingo 57' · Ibarrola 62' |       | Jiménez 46' | Público: 12 000 Árbitro: CHI Manuel Soto |

| 25 de janeiro | Argentina                     | 3 – 1 | Peru          | Centenario, Montevidéu                     |
|               | Heredia 12' · Moreno 65', 72' |       | Fernández 17' | Público: 12 000 Árbitro: URU Aníbal Tejada |

| 28 de janeiro | Peru                      | 2 – 1 | Equador     | Centenario, Montevidéu                     |
|               | Quiñónez 32' · Guzmán 62' |       | Jiménez 52' | Público: 40 000 Árbitro: URU Aníbal Tejada |

| 28 de janeiro | Uruguai                               | 3 – 1 | Paraguai    | Centenario, Montevidéu                      |
|               | S. Varela 9' · Porta 26' · Ciocca 65' |       | Barrios 58' | Público: 40 000 Árbitro: PER Enrique Cuenca |

| 31 de janeiro | Argentina | 0 – 0 | Chile | Centenario, Montevidéu                      |
|               |           |       |       | Público: 15 000 Árbitro: PER Enrique Cuenca |

| 31 de janeiro | Brasil                                        | 5 – 1 | Equador            | Centenario, Montevidéu                             |
|               | Tim 10' · Pirillo 12', 29', 76' · Zizinho 60' |       | Alvarez 19' (pen.) | Público: 40 000 Árbitro: ARG José Bartolomé Macías |

| 1 de fevereiro | Uruguai                                      | 3 – 0 | Peru | Centenario, Montevidéu                             |
|                | Chirimini 47' · L. E. Castro 54' · Porta 77' |       |      | Público: 40 000 Árbitro: ARG José Bartolomé Macías |

| 5 de fevereiro | Chile                        | 2 – 1 | Equador    | Centenario, Montevidéu                              |
|                | Domínguez 20' · Armingol 42' |       | Alcívar 5' | Público: 15 000 Árbitro: PAR Marcos Gerinaldo Rojas |

| 5 de fevereiro | Brasil     | 1 – 1 | Paraguai         | Centenario, Montevidéu                             |
|                | Zizinho 5' |       | Baudo Franco 23' | Público: 15 000 Árbitro: ARG José Bartolomé Macías |

| 7 de fevereiro | Chile | 0 – 0 | Peru | Centenario, Montevidéu                             |
|                |       |       |      | Público: 70 000 Árbitro: ARG José Bartolomé Macías |

| 7 de fevereiro | Uruguai      | 1 – 0 | Argentina | Centenario, Montevidéu                              |
|                | Zapirain 57' |       |           | Público: 70 000 Árbitro: PAR Marcos Gerinaldo Rojas |

## Classificação
| Pos | Equipes   | Pts | J | V | E | D | GM | GS | SG  |
| --- | --------- | --- | - | - | - | - | -- | -- | --- |
| 1   | Uruguai   | 12  | 6 | 6 | 0 | 0 | 21 | 2  | 19  |
| 2   | Argentina | 9   | 6 | 4 | 1 | 1 | 21 | 6  | 15  |
| 3   | Brasil    | 7   | 6 | 3 | 1 | 2 | 15 | 7  | 8   |
| 4   | Paraguai  | 6   | 6 | 2 | 2 | 2 | 11 | 10 | 1   |
| 5   | Peru      | 4   | 6 | 1 | 2 | 3 | 5  | 10 | –5  |
| 6   | Chile     | 4   | 6 | 1 | 2 | 3 | 4  | 15 | –11 |
| 7   | Equador   | 0   | 6 | 0 | 0 | 6 | 4  | 31 | –27 |

## Premiação
| Campeonato Sul-Americano de 1942 |
| -------------------------------- |
| Uruguai Campeão (8º título)      |

### Melhor jogador do torneio
- URU Obdulio Varela

## Artilheiros
7 gols
- ARG Herminio Masantonio
- ARG José Manuel Moreno

6 gols
- BRA Sylvio Pirillo

5 gols
- URU Roberto Porta
- URU Severino Varela

3 gols
- PAR Marcial Barrios
- PAR Fabio Baudo Franco
- URU Luis Castro
- URU Bibiano Zapirain

2 gols
- ARG Enrique García
- ARG Ángel Perucca
- BRA Pedro Amorim
- BRA Rodolfo Barteczko
- CHI Alfonso Domínguez
- ECU José María Jiménez
- PAR Rubén Aveiro
- PER Teodoro Fernández
- URU Anibal Ciocca

1 gol
- ARG Juan Carlos Heredia
- ARG Adolfo Pedernera
- ARG Sandoval
- BRA Cláudio
- BRA Zizinho
- BRA Tim
- BRA Servílio
- CHI Benito Armingol
- CHI Armando Contreras
- ECU Marino Alcívar
- ECU Enrique Alvarez
- PAR Gorgonio Ibarrola
- PAR Eduardo Mingo
- PAR Vicente Sánchez
- PER Luis Guzmán
- PER Quiñónez
- PER Magallanes
- URU Chirimini
- URU Schubert Gambetta
- URU Obdulio Varela

## Campanha do Brasil
O Brasil estreou derrotando o Chile. 6 a 1. Patesko cobrando falta. 1 a 0. Brandão e Tim trocam passes e a bola vai a Pirillo. 2 a 0. Dominguez descontou. 2 a 1. Tim chuta e no rebote do goleiro, Pirilo marca. 3 a 1. Claudio em chute de longa distância. Patesko de falta. 5 a 1. Patesko cruza e Pirilo de cabeça. 6 a 1.  O Brasil perdeu para a Argentina 2 a 1. Ramos passa a Garcia. 1 a 0. Masantonio faz o segundo. Amorim chuta, o goleiro defende e Servílio apanha o rebote. 2 a 1.  
Brasil 2 x 1 Peru. Passe de Pipi para Amorim. 1 a 0. Pipi cruzou, Pirillo desvoi e Amorim fez 2 a 0. Magan passou e Fernandez descontou.  O Uruguai venceu o Brasil. Gol de Severino Varella em passe de porta. 
A rodada seguinte, Brasil 5 a 1 no Equador. Pipi para Tim. 1 a 0. Tim para Pirillo. 2 a 0. Afonsinho faz penalti e Alvarez desconta. 2 a 1. Claudio para Pirillo. Zizinho em chute de longa distância. Tim para Pirilo. 5 a 1.  No último jogo, apenas um empate com o Paraguai. Amorim para Zizinho. 1 a 0. Cantero para Franco. 1 a 1. 